# پلیس دزد (فیلم ۱۹۸۳)
پلیس دزد (به هندی: Chor Police) فیلمی هندی محصول سال ۱۹۸۳ و به کارگردانی امجد خان است. در این فیلم بازیگرانی همچون شاتورگان سینها، پروین بابی، شاکتی کاپور، قادرخان، امجد خان، زارینا وهاب، آشوک کومار، نیروپا روی، وینود مهرا و بیندیا گوسوامی ایفای نقش کرده‌اند.